# یواس‌اس ریکوود (اس‌پی-۵۹۷)
یواس‌اس ریکوود (اس‌پی-۵۹۷) (به انگلیسی: USS Rickwood (SP-597)) یک کشتی بود که طول آن ۷۲ فوت ۲٫۳۳ اینچ (۲۲٫۰۰۴۸ متر) بود. این کشتی در سال ۱۹۱۰ ساخته شد.